# مار خاکی نوک قلابی
 مار خاکی نوک قلابی(نام علمی: Leptotyphlops hamulirostris) نام یک گونه از تیره قلمی‌ماران است.